# 스키티카 제4군단

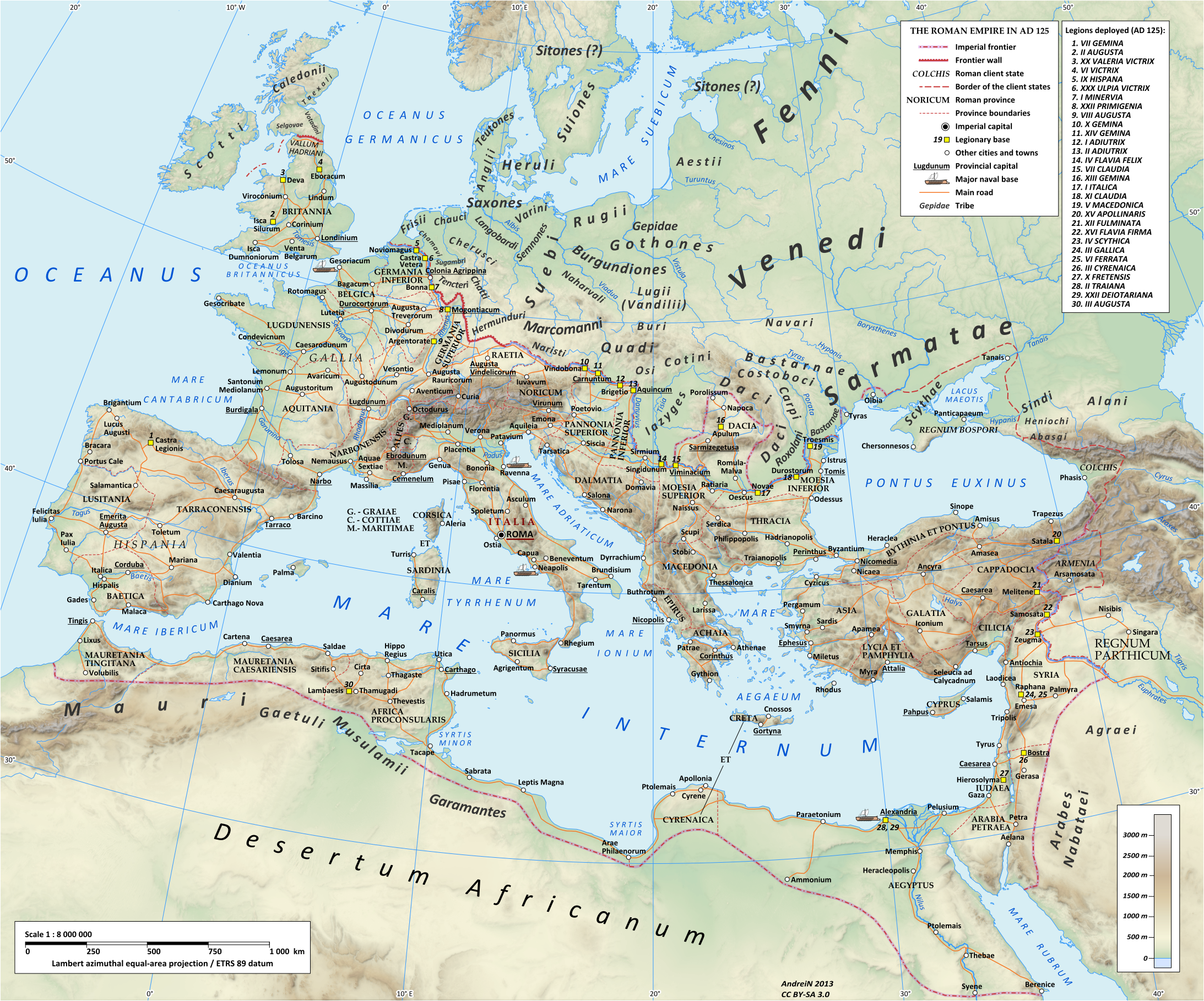
하드리아누스 황제 시기인 125년의 로마 제국의 지도로, 68년부터 5세기 초까지 시리아 속주에 있는 제우그마 (터키의 가지인텝)의 유프라테스강에 주둔하는 스키티카 제4군단을 나타내고 있다.

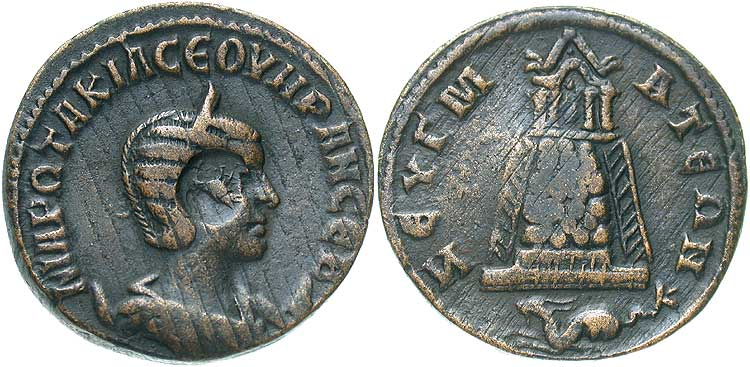
필리푸스 아라브스가 그의 아내 오타킬리아 세베라 (Otacilia Severa)를 위해 발행한 주화. 주화의 뒷면의 상단 부분에는 스키티카 제3군단의 상징으로 여겨지는 마갈궁, 하단에는 사주식 신전, 군단의 진지가 있는 시리아 속주 제우그마의 조페소가 있다. BMC 34.

스키티카 제4군단 (Legio quarta Scythica, "스키타이 제4군단")은 기원전 42년 경에 로마의 장군 마르쿠스 안토니우스가 파르티아 제국을 상대로 하는 원정을 위해 창설한 로마 제정 시기 군대의 로마 군단이며, 앞서 언급한 창설 이유로, 파르티카 (Parthica)라는 별칭을 지녔다. 5세기 초에는 시리아 속주에서 여전히 활동했다.

## 공화정 시기의 기원
안토니우스의 파르티아 원정에 참여했을 거라는 가능성이 있음에도, 초창기 스키티카 제4군단의 행방은 확실치 않다. 군단의 명칭이 스키타이인들과 맞섰다는 것을 암시하기도 한다.

## 제정 시기
악티움 해전과 안토니우스의 자살 이후, 옥타비아누스는 스키티카 제4군단을 모이시아의 도나우강 속주로 이동시켰다. 군단은 건물과 도로 포장등의 공공 업무를 하라는 지시를 받았다. 황제가 되기 이전 베스파시아누스가 이 군단에서 복무하기도 했었다.

### 로마-파르티아 전쟁 (58년-63년)
파르티아의 왕 볼로가세스 1세는 58년에 로마의 위성 왕국인 아르메니아를 침입했다. 네로는 카파도키아의 새로운 총독 그나이우스 도미티우스 코르불로에게 그 문제를 해결하라 지시했다. 코르불로는 모이시아의 스키티카 제4군단과 함께 갈리카 제3군단, 페라타 제6군단을 가지고 파르티아군을 무찌르고, 티그라네스 6세의 왕위를 복원시켰다. 62년에 새로운 카파도키아 총독 루키우스 카이센니우스 파이투스의 지휘하의 스키티카 제4군단, 풀미나타 제12군단은 란데이아 전투에서 파르티아군에게 패하고 항복하였다. 두 군단은 불명예를 입었고 전쟁에서 제외되어 제우그마로 이동되었다. 이 도시는 다음 세기 군단의 기지가 되었다.

### 네 명의 황제의 해
69년에 스키티카 제4군단은 동방 지역의 다른 군단들처럼 즉시 베스파시아누스편에 섰다. 충성심을 보였음에도 스키티카 제4군단은 실제 교전에 포함되지 않았는데 정예 병력으로 고려되지 않았기 때문이였다. 이는 유대 봉기 초창기의 패배와도 관련이 있다.

### 유대 봉기 진압
2세기에 일어난 또다른 유대 봉기의 진압 작전에 참여했고, 이때는 조금 더 성공을 거뒀다.

### 로마-파르티아 전쟁 (161년-166년)
161-166년 사이에 파르티아를 상대로 한 전쟁이 발발했다.
181년과 183년 사이 셉티미우스 세베루스는 동방 지역 군단들의 지휘관으로 활동했고, 황제가 되는데 군단들의 입김에 의존했다.

### 셉티미우스의 파르티아 원정
과거 군단의 지휘관이자 당시 황제이던 그는 파르티아를 상대로 또 다른 전쟁을 벌였다.

### 반란과 실종
스키티카 제4군단은 군단장 겔리우스 막시무스가 스스로를 황제로 칭하며 황제 엘라가발루스를 상대로 반역을 일으켰다가 엘라가발루스에게 패배한 249년 이후로 기록에서 사라졌다.
그러나 노티티아 디그니타툼 (XXXIII)에 따르면 스키티카 제4군단은 5세기 초까지 오레세에 주둔하며 시리아 속주에 있었다.

## 부대 상징
스키티카 제4군단의 상징은 마갈궁이다.